# Ministero dell'ambiente e dei cambiamenti climatici
Il Ministero dell'ambiente e dei cambiamenti climatici (in rumeno: Ministerul Mediului și Schimbărilor Climatice) è un dicastero del governo rumeno, responsabile della tutela dell'ambiente e di tutte le sue altre componenti.
L'attuale ministro dell'ambiente è Mircea Fechet.

## Organizzazione
Unità subordinate al Ministero dell'ambiente:
- Agenzia nazionale per la protezione dell'ambiente (NEPA)
- Riserva della biosfera del delta del Danubio
- Guardia nazionale ambientale

Unità operanti in coordinamento con il Ministero dell'ambiente:
- Istituto nazionale di ricerca - Sviluppo per la protezione dell'ambiente - ICIM Bucarest
- Istituto nazionale per la ricerca e lo sviluppo "Delta del Danubio" - INCDDD Tulcea
- Istituto nazionale di ricerca - Sviluppo "Grigore Antipa" - NIMRD
- Amministrazione per i fondi dell'ambiente - AFM Bucarest

Unità sotto l'autorità del Ministero dell'ambiente:
- Amministrazione nazionale delle acque rumene (NAAR)
- Amministrazione nazionale di meteorologia (ANM)

## Elenco dei vari Ministeri dell'ambiente
- Ministero dell'ambiente 1992
- Ministero delle acque, delle foreste e protezione ambientale 1992 - 1996
- Ministero delle acque, delle foreste e dell'ambiente 1996 - 1998
- Ministero delle acque, delle foreste e della protezione ambientale 1998 - 2000
- Ministero delle risorse idriche e della protezione ambientale 2000 - 2003
- Ministero dell'agricoltura, foreste, delle acque e dell'ambiente 2003 - 2004
- Ministero dell'ambiente e delle acque 2004 - 2007
- Ministero dell'ambiente e dello sviluppo sostenibile 2007 - 2009
- Ministero dell'ambiente e delle foreste 2009 - 2012
- Dal 21 dicembre 2012 si chiama Ministero dell'ambiente e dei cambiamenti climatici.

## Critica
Nel 2005, il Ministero dell'ambiente è stato criticato dai media per la gestione impropria delle coste.